# 源头奖
《源头奖》（英語：The Source Awards）是美国情景喜剧《我为喜剧狂》第1季的第16集，由罗伯特·卡洛克和黛茜·嘉德纳编剧，监督制片人唐·斯卡迪诺担任导演，2007年3月1日通过全国广播公司在美国首播。客串出演这集的演员包括凯文·布朗、格里兹·查普曼、韦恩·布莱迪、鬼脸凯拉、LL Cool J和杰森·苏戴奇斯。
在这一集里，全国广播公司电视节目《与崔西·乔丹》的头牌演员崔西·乔丹（Tracy Jordan，崔西·摩根饰）心不甘情不愿地去主持一个名为“源头奖”的颁奖典礼，公司副总裁杰克·唐纳吉（Jack Donaghy，亚历克·鲍德温饰）请来一位说唱音乐制作人瑞迪克鲁斯（Ridikolous，饰）处理自己买下的劣质香槟。而首席编剧丽兹·莱蒙（Liz Lemon，蒂娜·菲饰）打算与一位正在交往但自己又很讨厌的黑人断交，可又不希望会被人认为自己有种族歧视倾向。
《源头奖》在电视评论员中所获得的评价褒贬不一。根据尼尔森收视率调查的数据，这集在美国首播时吸引了570万户家庭观看，在18-49岁年龄段人群中收获了2.7 / 7的收视率。

## 剧情
《与崔西·乔丹》首席编剧丽兹·莱蒙在节目演员崔西·乔丹举办的一次聚会上认识了他的新任业务经理史蒂文·布莱克，两人一开始还算谈得来，于是有了一次约会。对此许多人都有些大惊小怪，因为布莱克是一位黑人，但丽兹并不在乎对方的种族。可没想到约会过程中丽兹意外发现对方有许多自己很讨厌的习惯，所以两人的相处也有些郁闷。史蒂文认为丽兹肯定是因为自己是黑人所以觉得反感，丽兹又不希望被认为是一个种族主义者，所以继续与他出门。 之后，实在受不了的丽兹决定还是要摊牌，为了让对方相信自己不是个种族主义者，她决定带布莱克去参加翌日晚上的源头奖颁奖典礼。
公司副总裁杰克·唐纳吉买了一批香槟酒，打算重新包装后投入市场。可是与丽兹尝过后，发现这根本就不是人能喝下去的玩意儿，所以就需要设法将其处理掉。他找来说唱歌手瑞迪克鲁斯，此人之前由于一场误会而没有获准参加崔西·乔丹的聚会，因此心里很不高兴，杰克试图弥补两人的关系。两人经过一次会面后决定将这批酒作为源头奖的赞助产品，这次颁奖典礼由瑞迪克鲁斯制作。为了给予瑞迪克鲁斯补偿，杰克同意安排崔西主持这次颁奖典礼，可是崔西对此坚决不同意，认为主持这么一个颁奖典礼可能会导致自己被枪杀。
到了晚上，崔西还是不愿主持，杰克于是反问他，奥普拉·温弗瑞会怎么做。杰克的本意是激励崔西“勇敢”地接下这个任务，但后者误解了他的意思，以为对方是在要求自己模仿奥普拉·温弗瑞进行主持，他于是照办了。在后台，崔西给丽兹看了自己打算用来自卫防身的枪，后者马上没收了，可没想到枪刚到自己手上就意外走火，打中了史蒂文。史蒂文认为丽兹是觉得自己要偷她的钱包就朝自己开枪，所以捂着屁股大呼她是个种族主义者。瑞迪克鲁斯认为这是杰克有意为之，存心给颁奖典礼难堪，于是声称“你等着，等我告诉吐派克就有你的好看！”现场陷入一片尴尬，但杰克坚持称自己啥也没听见。

## 制作
《源头奖》由执行制片人罗伯特·卡洛克和黛茜·嘉德纳编剧，监督制片人唐·斯卡迪诺执导。这是卡洛克第3次为《我为喜剧狂》编剧，也是嘉德纳首度为该剧编剧，还是斯卡迪诺本季执导的第4集节目。《源头奖》于2007年3月1日通过全国广播公司在美国首播，是《我为喜剧狂》第一季的第16集。
《源头奖》是说唱歌手鬼脸凯拉第二次参加《我为喜剧狂》的演出，他之前曾出现在第1季的第5集《杰克托尔》中，和简娜·玛隆妮表演歌曲。而在这一集里，他在拍摄一段音乐视频时需要一边喝杰克·唐纳吉的酒来为其作宣传，但他实在喝不下去，感觉喝起来就像生病一样难受。《源头奖》也是杰森·苏戴奇斯第二次出现在《我为喜剧狂》中，他的首轮登场是这季的第13集《熬夜》，扮演一位在情人节给男友送礼物的同性恋造型师，但送货员搞错了名字，把礼物错送给了丽兹·莱蒙。所以在这一集里他再次出现时，想不起名字的丽兹以“送花男”来称呼他。此外，这集里还有LL Cool J和韦恩·布莱迪的客串演出。杰森·苏戴奇斯是全国广播公司喜剧小品《周六夜现场》的一位主要演员，《我为喜剧狂》的主创人、执行制片人兼女主演蒂娜·菲曾于1999至2006年担任该节目的首席编剧。多位《周六夜现场》的演员参加了《我为喜剧狂》的演出，包括曾长期和蒂娜·菲在全国广播公司喜剧小品《周六夜现场》中合作的瑞秋·德拉彻，她本是扮演简娜·玛隆妮一角的初定人选，并已在节目起初拍摄的试播集中出演了这一角色。但到了2006年8月，执行制片人洛恩·迈克尔斯宣布简娜一角将另选演员出演，但德拉彻还是会在之前的多集节目中以不同的身份登场。在最后播出的这集试播集中，她以《女生秀》养猫人的身份出镜。同月晚些时候，全国广播公司宣布已由简·科拉克斯基取代德拉彻出演简娜一角，此外德拉彻还将在之后播出的《C开头的那个词》中诠释这个养猫人角色。在《后果》中，她扮演了一个名叫玛丽娅（Maria）的女佣，丽兹发现她被锁在一艘游艇的衣柜里。在《杰克遇上丹尼斯》里，德拉彻饰演了女演员伊丽莎白·泰勒。《崔西演柯南》中德拉彻出演的是崔西·乔丹出现幻觉时所看到的一个全身穿上臃肿蓝色服装的人，被称为“小蓝人”。在《分手》中，她诠释了帕梅拉·斯缪，是崔西和图弗之间的一组灵敏度训练治疗师成员。而到了《幼儿节目》中，德拉彻扮演了一位名叫格丽塔的女子，听说丽兹·莱蒙想怀个孩子后表示自己愿意做她的代孕母亲，在《熬夜》里，她饰演的是杰克喝醉后叫来的一个妓女。而《恶战》中，德拉彻诠释的是电视台大楼前引领抗议示威的一名领袖玛尔莎·布兰奇。此外还有弗莱德·阿米森、克里斯汀·韦格、威尔·福特、莫莉·香侬、霍拉提奥·桑斯、简·霍克斯、克里斯·帕内尔等。菲和崔西·摩根都曾是《周六夜现场》的主要演员。亚历克·鲍德温也曾16次担任《周六夜现场》主持人，创下了该节目的最高纪录。
《我为喜剧狂》中经常提到《星際大戰》，《试播集》就有崔西·乔丹大喊自己是绝地武士的桥段。丽兹·莱蒙也表示自己是《星際大戰》的死忠粉丝，还说自己和老朋友皮特·霍恩伯格（Pete Hornberger）一起看过很多次。在《源头奖》里，她透露自己曾有4次在万圣节时打扮成莉亞公主的形象。崔西·乔丹还曾采用丘百卡的身份，这也是《星際大戰》中的角色。在《头与头发》中，丽兹告诉简娜“头”有约自己出去，并表示“我只能答应，他用那种帅哥型的眼神看着我，就像是死星遇上千年隼号一样......”这时简娜打断她说“丽兹你快停下，别用你那个时代的语句和我说话，那样的男人才不会喜欢什么《星际旅行》”，丽兹马上纠正道：“是《星際大戰》！”蒂娜·菲也是《星際大戰》的粉丝，她表示节目中每周一次有关《星際大戰》的笑话“已经开始很自然地出现了”，因为剧组都意识到他们“几乎每个节目中”都会有一个这样的笑话。菲表示这已经成了他们“试图保持下去的一种传统”，虽然不能保证每一集都有一个，但还是有着“相当高的安打率”。菲认为这其中大部分的功劳属于“常驻专家”罗伯特·卡洛克。

## 反响
根据尼尔森收视率调查的数据，《源头奖》在美国首播时有570万户家庭观看，在18-49岁年龄段人群中获得了2.7 / 7的收视率，这意味着播出时段全美所有18-49岁年龄段人群里有2.7%观看了《源头奖》，而当时有看电视的这个年龄段观众群中则有7%选择收看这集节目。与上周《恶战》播出时460万户家庭观看的成绩相比有明显进步，提高了超过20个百分点。
美国在线电视小队的朱丽亚·沃德认为这一集虽然还是有许多好笑的地方，但和之前的几集相比，有趣的地方略有减少，结构方面似乎编剧没有及时决定好故事的发展方向。她称赞了《源头奖》中有关嘻哈音乐的讽刺性内容。电视指南的马特·米托维奇给予这集较高的评价，“不是前三名也是前五名”。米托维奇表示自己只能心怀崇敬地向每周一集的《我为喜剧狂》鞠躬，在这一星期的节目里，每一句台词都很有趣，或者就是荒谬而又奇妙得一塌糊涂。IGN网站的罗伯特·坎宁（Robert Canning）认为这一集以客串演员带出种族问题能够产生一些笑料，但却“不能组成充实的半小时”。他不喜欢LL Cool J的出镜，认为这不过是以普通的漫画形式来描绘一个低于标准的“直男”（指异性恋男子）。不过坎宁赞赏了韦恩·布莱迪的表现，认为其演出是《源头奖》中最出众故事线索里的一个成功环节。他认为崔西模仿的奥普拉·温弗瑞表现欠佳，“不幸的是，与其说是好笑，倒更像是古怪”，但又对杰森·苏戴奇斯的短暂露面感到满意。坎宁最终给予《源头奖》的评分为7.5（最高为10）。《底特律新闻报》的梅凯沙·麦登·托比（Mekeisha Madden Toby）认为这一集表现有些分化。